# Raisin' Cain
Albums de Johnny Winter
White, Hot and Blue
(1978) Guitar Slinger
(1984)
Raisin' Cain, paru en 1980, est le dixième album studio de Johnny Winter.

## L'album
Arrivée de Jon Paris en 1979 qui accompagnera Johnny Winter pendant dix ans, essentiellement en tournée.
Tous les titres de l'album sont soit des reprises, soit des compositions pour Johnny Winter.
Dernier album pour Blue Sky Records.

## Musiciens
- Johnny Winter : Chat, guitare
- Jon Paris : Basse
- Bobby Torello : Batterie

## Musiciens additionnels
- Dan Hartman : Piano
- Tom Strohman : Saxophone
- Dave Still : Tambourin

## Les titres
| No  | Titre                     | Durée |
| --- | ------------------------- | ----- |
| 1.  | The Crawl                 | 2:05  |
| 2.  | Sitting in the Jail House | 3:19  |
| 3.  | Like a Rolling Stone      | 5:35  |
| 4.  | New York, New York        | 5:10  |
| 5.  | Bon Ton Roulet            | 4:43  |
| 6.  | Rollin' and Tumblin'      | 3:25  |
| 7.  | Talk Is Cheap             | 3:40  |
| 8.  | Wolf in Sheep's Clothing  | 5:30  |
| 9.  | Don't Hide Your Love      | 3:26  |
| 10. | Mother-In-Law Blues       | 2:53  |
| 11. | Walkin' Slowly            | 3:19  |

## Informations sur le contenu de l'album
- The Crawl est une reprise de Lonnie Brooks (1955).
- Sitting in the Jail House a été composé par R. Ross pour Johnny Winter.
- Like a Rolling Stone est une reprise de Bob Dylan (album Highway 61 Revisited de 1965).
- New York, New York a été composé en 1975 par Rob Stoner pour Bob Dylan.
- Bon Ton Roulet est un titre de Clarence Garlow de 1950 popularisé en 1967 par Clifton Chenier.
- Rollin' and Tumblin' est un classique du blues composé en 1929 par Hambone Willie Newbern sous le titre Roll and Tumble Blues mais popularisé en 1950 par Muddy Waters sous son titre actuel. Une autre version de Johnny Winter se trouve sur l'album The Progressive Blues Experiment de 1968.
- Talk Is Cheap est une reprise du groupe Short Stuff de 1980.
- Wolf in Sheep's Clothing et Don't Hide Your Love ont été composés par Jon Paris pour Johnny Winter.
- Mother-In-Law Blues a été composé par Don Robey pour Junior Parker en 1956.
- Walkin' Slowly a été composé par E.C. King pour Johnny Winter.